# Прогрессистская партия Бразилии
Прогрессистская партия (ПП) — политическая партия Бразилии. Оригинальное название порт. Partido Progressista, сокращённо — PP. Одна из ведущих партий страны на правом политическом фланге.
Партия образовалась в 1985 году как Бразильская прогрессистская партия. Обычно придерживается правоцентристских позиций и консервативно-либеральных взглядов, но склонна входить в практически любую правящую коалицию: так, она поддерживала правительства Фернанду Энрике Кардозу, Лулы да Силвы, Дилмы Русеф, Мишела Темера и Жаира Болсонару. Из всех политических партий Прогрессисты оказались наиболее замешанной в коррупационных скандалах.
На выборах 2022 получила 47 мандатов в парламенте из 513 мест и впервые оказалась в оппозиции.